# Храбрани
Храбрани (слч. Chrabrany) насељено је мјесто са административним статусом сеоске општине (слч. obec) у округу Топољчани, у Њитранском крају, Словачка Република.

## Становништво
| Година:    | 1994. | 2004.   | 2014.   | 2024.    |
| ---------- | ----- | ------- | ------- | -------- |
| Број људи: | 804   | 764     | 748     | 932      |
| Разлика:   |       | -4,97 % | -2,09 % | +24,59 % |

| Година:    | 2023. | 2024.   |
| ---------- | ----- | ------- |
| Број људи: | 927   | 932     |
| Разлика:   |       | +0,53 % |

Према подацима о броју становника из 2011. године насеље је имало 756 становника.